# Sila María Calderón

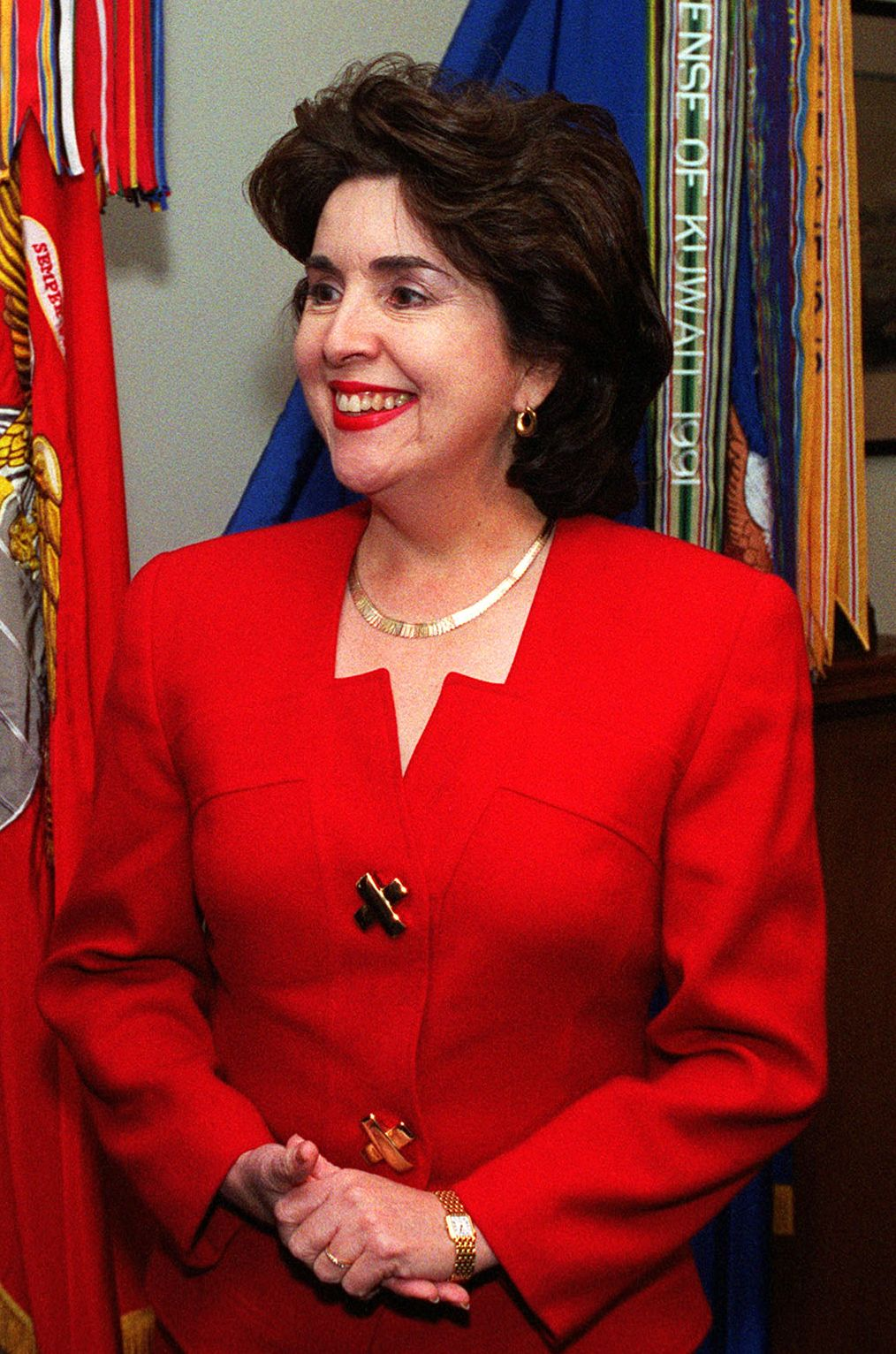
Sila María Calderón (2001)

Sila María Calderón Serra de Cantero Frau (* 23. September 1942 in San Juan (Puerto Rico)) ist eine ehemalige Gouverneurin von Puerto Rico.

## Biografie
1973 wurde sie von ihrem ehemaligen Professor Luis Silva Recio zur Exekutivassistentin berufen, als dieser Arbeitsminister von Puerto Rico wurde. 1984 ernannte sie der neugewählte Gouverneur Rafael Hernández Colón zur Sonderassistentin und dann 1985 zu seiner Stabschefin. Noch im gleichen Jahr wurde sie zunächst Innenministerin (Secretary of the Interior) und im Anschluss 1988 Außenministerin (Secretary of State) von Puerto Rico.
1996 folgte ihre Wahl zur Bürgermeisterin von San Juan (Puerto Rico) und später zur Vorsitzenden der Popular Democratic Party (PPD). In dieser Funktion vertrat sie 1998 während des Referendums auch die Position der PPD zum Verbleib im Commonwealth mit den USA gegen die Haltung von Gouverneur Pedro Juan Rosselló González, der für eine Eigenstaatlichkeit (Pro-Statehood) eintrat. Tatsächlich entschied die Mehrheit der Wähler zugunsten des von ihr propagierten Commonwealthstatuts.
Im Jahr 2000 kandidierte sie schließlich selbst für das Amt des Gouverneurs und versprach in ihrem Wahlkampf eine Beendigung der Korruption und der Bombentests der U.S. Navy auf Vieques, eine Insel vor der Ostküste Puerto Ricos, die seit 1941 für Marineübungen genutzt wurde. Ihre starke Anti-Bombentest-Haltung sowie der Tod eines Sicherheitsoffiziers durch eine fehlgeleitete Bombe 1999 und die außergewöhnlich hohe Krebsrate auf Vieques, die viele auf die Bombentests zurückführten, brachten ihr den Sieg bei den Wahlen.
Am 2. Januar 2001 wurde sie offiziell als Gouverneurin von Puerto Rico vereidigt und verkündete, bald darauf Schritte zur Beendigung der militärischen Nutzung der Viequesinsel zu ergreifen. Am 24. April 2001 ergriff sie rechtliche Schritte gegen die US-Regierung auf der Grundlage des Lärmkontrollgesetzes (Noise Control Act) von 1972. Obwohl US-Präsident George W. Bush unmittelbar darauf eine Beendigung der Übungen ablehnte, kündigte die US-Regierung im Juni 2001 eine endgültige Einstellung der Bombentests für 2003 an.
Nachdem sie kurz nach ihrem Amtsantritt von ihrem langjährigen Ehemann Adolfo Krans geschieden wurde, heiratete sie 2003 Ramón Cantero Frau, den bisherigen Minister für wirtschaftliche Entwicklung in ihrem Kabinett. Im gleichen Jahr kündigte sie an, dass sie nicht erneut für das Gouverneursamt kandidieren wird.
Nachfolger als Gouverneur wurde am 2. Januar 2005 Aníbal Acevedo Vilá, der ebenfalls Mitglied der PPD ist.